# Ximango
O ximango ou chimango (Milvago chimango) é uma ave de rapina originária da América do Sul, ocorrendo no extremo sul do Brasil (em especial durante o inverno), em toda a Argentina, Chile e Uruguai, e em regiões do Paraguai e da Bolívia. É um animal sedentário, com grande poder de adaptação.

## Etimologia
"Ximango" origina-se do guarani xim'xima.
O nome "chimango" foi selecionado como nome vernáculo técnico para a espécie pelo Comitê Brasileiro de Registros Ornitológicos.
Segundo o Dicionário Aurélio, a grafia com "x" ("ximango") é correta para o português.

## Características gerais
O ximango é encontrado em todo tipo de terreno onde a vegetação não seja muito alta, das regiões costeiras às planícies dos Pampas. São também encontrados em bosques desprovidos da vegetação secundária. Habitam desde o nível do mar até uma altitude inferior a mil metros.
A nidificação pode ser separadamente ou em colônias. A postura ocorre a partir de setembro, sendo o mês de outubro o de maior produção. Constroem seus ninhos sobre a vegetação, e a preferência pela espécie ou localização não parecem ter importância. Cada postura consiste em dois ou três ovos.
A incubação dura de 26 a 32 dias. Depois de cinco semanas os pintinhos deixam o ninho. O casal compartilha das responsabilidades nos cuidados do ninho: construção, defesa, choco e alimentação dos pintainhos.

## Alimentação
É uma ave rapinante que preferencialmente se alimenta de carniça, embora possa atacar animais que perceba feridos ou doentes, incluindo ovelhas e até mesmo cavalos. Oportunista, pode usar a força do grupo para atacar qualquer presa.

## Descrição

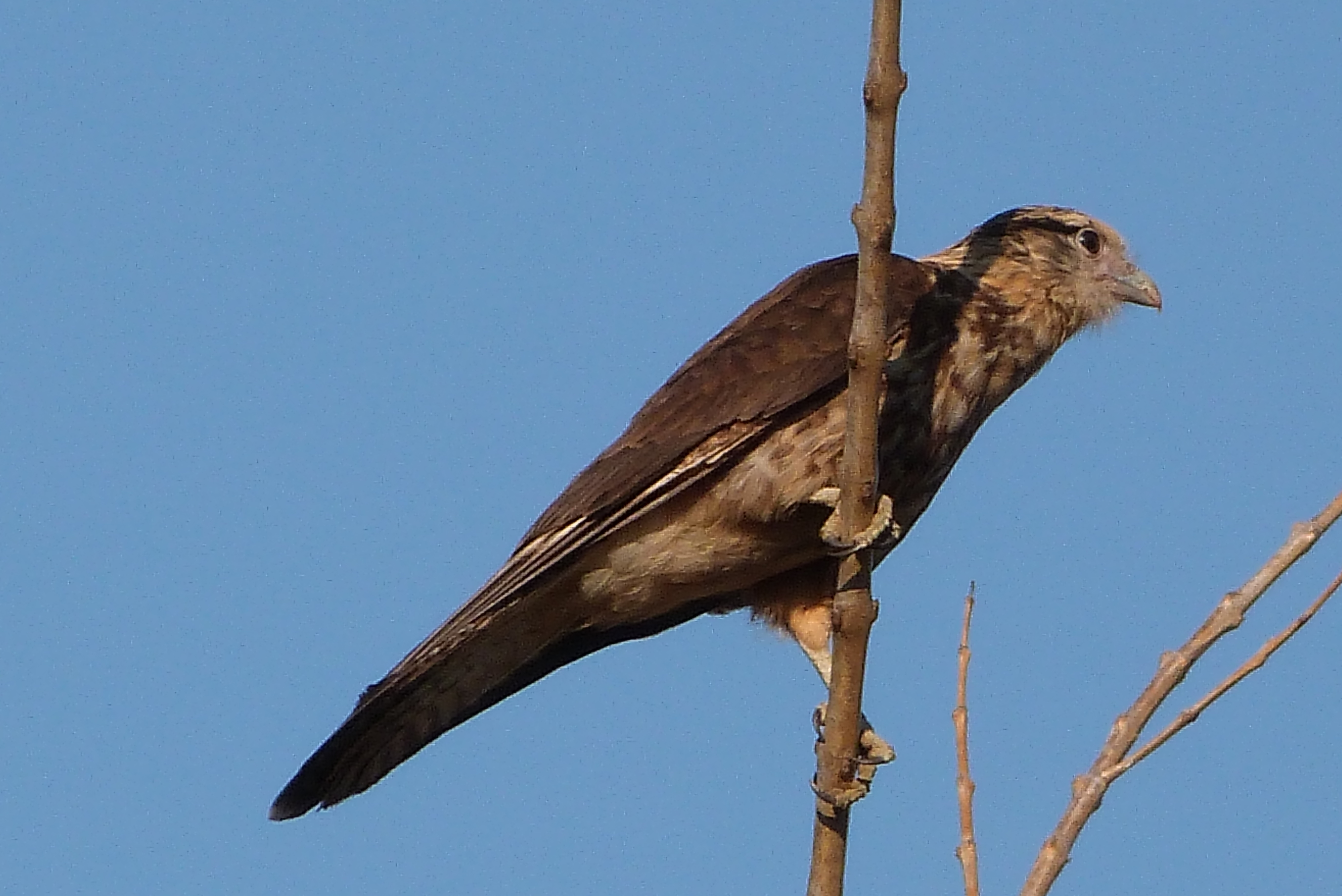
Milvago chimango

As fêmeas são ligeiramente maiores que os machos, pesando cerca de trezentos gramas. O peso dos machos é ligeiramente abaixo: 290 gramas. Seu tamanho varia de 37 a 43 centímetros.
Têm coloração ocrácea e creme, uma mancha clara em cada asa e lado ventral bruno-amarelado com estrias longitudinais escuras.
Diferenciam-se dos seus "parentes" Milvago chimachima (gavião-carrapateiro), pois suas penas são marrons com as franjas mais claras. A parte inferior das asas são de tonalidade castanha, com manchas escuras.

## Subespécies
- Milvago chimango chimango: Brasil, Paraguai, Uruguai, Bolívia, norte e centro do Chile, norte e centro da Argentina. Sua plumagem é mais clara (costas cor café-canela com bordas esbranquiçadas; garganta, peito, abdome e ventre café-claro; cabeça café escuro; asas café-escuras com franja esbranquiçada, olhos castanhos; o bico cor-de-osso, com a base mais clara. No Chile, é uma das aves mais abundantes.
- Milvago chimango temucoensis: sul do Chile, sul da Argentina até o Cabo Horn. As penas são mais escuras. Linhas ou manchas na plumagem são mais acentuadas. Presume-se que escolha por habitat regiões de clima mais úmido e chuvoso
- Milvago chimango fuegiensis (ximango-da-terra-do-fogo) - Goodall, Johnson e Philippi (1957) registraram esta subespécie, que adquiriu um tamanho maior devido ao isolamento da ilha da Terra do Fogo.